# Mohokare Local Municipality
Mohokare (englisch Mohokare Local Municipality) ist eine Lokalgemeinde im Distrikt Xhariep, Provinz Freistaat, Südafrika. Der Verwaltungssitz befindet sich in Zastron. Irene Mehlomakulu ist die Bürgermeisterin.
Der Gemeindename ist das Sesotho-Wort für den Caledon, der durch die Gemeinde fließt.

## Städte und Orte
- Matlakeng
- Mofulatshepe
- Role-le-ya-Thunya
- Rouxville
- Smithfield
- Uitkoms
- Zastron

## Bevölkerung
Im Jahr 2011 hatte die Gemeinde 34.146 Einwohner in 10.793 Haushalten auf einer Gesamtfläche von 8775,98 km². Davon waren 90,8 % schwarz, 6,5 % weiß und 2,3 % Coloured. Erstsprache war zu 63 % Sesotho, zu 23,1 % isiXhosa, zu 8,8 % Afrikaans und zu 1,1 % Englisch.